# 56 ق هـ
56 ق هـ هي السنة السادسة والخمسون السابقة للهجرة النبوية، وهي توافق ما بين سنتي 567 و568 حسب التقويم الميلادي، أي أنها بدأت في سنة 567م وانتهت في سنة 568م.

## مواليد
- العباس بن عبد المطلب
- عمار بن ياسر